# Championnat d'Espagne de football de deuxième division 1934-1935
Navigation
Segunda División 1933-34 Segunda División 1935-36
Le championnat d'Espagne de football de deuxième division 1934-1935 est la 7e édition du championnat. Organisé par la Fédération espagnole de football, le championnat se déroule du 2 décembre 1934 au 28 avril 1935.
La compétition est remportée par l'Hércules FC, qui devance, lors de la phase de promotion, le CA Osasuna d'un point. Ces deux clubs sont promus en première division.

## Règlement de la compétition
À partir de cette saison, le nombre de participants passe de dix à vingt-quatre.
La compétition se déroule en deux phases. 
La première phase regroupent les vingt-quatre participants, répartis en trois groupes de huit. La compétition se déroule selon un système de ligue, où les huit équipes s'affrontent à deux reprises, une fois à domicile et une fois à l'extérieur, soit un total de quatorze matches. L'ordre des matches est déterminé par un tirage au sort avant le début de la compétition.
Le classement final est établi sur le nombre des points obtenus lors de chaque rencontre, à raison de deux points par match gagné, un pour un match nul et aucun pour une défaite. Si, à la fin de la première phase, deux équipes ont le même nombre de points, les critères établis par le règlement pour départager les équipes sont les suivants :
1. Les confrontations directes entre les équipes à égalité.
2. Si l'égalité persiste, celui qui a la meilleure différences de buts.

Les deux premiers de chaque groupe se qualifient pour la phase de promotion du championnat, tandis que le dernier de chaque groupe est relégué en ligues régionales. La phase de promotion est composée de six équipes et se déroule sur les mêmes critères que la première phase. Les résultats de la première phase des équipes du même groupe sont conservés. Les deux premiers sont promus en première division.

## Équipes participantes
| Clubs                      | Ville      | Stade            |
| -------------------------- | ---------- | ---------------- |
| Baracaldo FC               | Baracaldo  | Lasesarre        |
| Club Celta                 | Vigo       | Balaídos         |
| Deportivo La Corogne       | La Corogne | Riazor           |
| CD Nacional de Madrid (es) | Madrid     | El Parral        |
| Racing Ferrol              | Ferrol     | El Inferniño     |
| Sporting de Gijón          | Gijón      | El Molinón       |
| Stadium Avilesino          | Avilés     | Las Arobias      |
| Valladolid Deportivo       | Valladolid | Sociedad Taurina |

| \| Baracaldo Celta La Corogne Nacional Ferrol Sporting Avilesino Valladolid \| Localisation des clubs engagés dans le groupe 1. |
| Baracaldo Celta La Corogne Nacional Ferrol Sporting Avilesino Valladolid                                                        |

| Baracaldo Celta La Corogne Nacional Ferrol Sporting Avilesino Valladolid |

| Clubs              | Ville     | Stade        |
| ------------------ | --------- | ------------ |
| FC Badalona        | Badalone  | Sant Adrià   |
| Gerona FC          | Gérone    | Vista Alegre |
| CE Júpiter         | Barcelone | Lope de Vega |
| CD Logroño (es)    | Logroño   | Las Gaunas   |
| CA Osasuna         | Pampelune | San Juan     |
| CS Sabadell        | Sabadell  | Creu Alta    |
| Saragosse FC       | Saragosse | Torrero      |
| Unión Club de Irun | Irun      | Stadium Gal  |

| \| Badalona Gerona Júpiter Logroño Osasuna Sabadell Saragosse Unión \| Localisation des clubs engagés dans le groupe 2. |
| Badalona Gerona Júpiter Logroño Osasuna Sabadell Saragosse Unión                                                        |

| Badalona Gerona Júpiter Logroño Osasuna Sabadell Saragosse Unión |

| Clubs              | Ville                 | Stade            |
| ------------------ | --------------------- | ---------------- |
| Elche FC           | Elche                 | Altabix          |
| Gimnástico FC (es) | Valence               | Vallejo          |
| Hércules FC        | Alicante              | Bardín           |
| SC La Plana (ca)   | Castellón de la Plana | El Sequiol       |
| Levante FC         | Valence               | Hondo del Grao   |
| CD Malacitano (es) | Málaga                | Baños del Carmen |
| Murcie FC          | Murcie                | La Condomina     |
| Recreativo Grenade | Grenade               | Los Cármenes     |

| \| Elche Gimnástico Hércules La Plana Levante Malacitano Murcie Grenade \| Localisation des clubs engagés dans le groupe 3. |
| Elche Gimnástico Hércules La Plana Levante Malacitano Murcie Grenade                                                        |

| Elche Gimnástico Hércules La Plana Levante Malacitano Murcie Grenade |

## Compétition

### Première phase

#### Groupe 1

##### Classement
| Rang | Équipe                       | Pts | J  | G | N | P | Bp | Bc | Diff |
| ---- | ---------------------------- | --- | -- | - | - | - | -- | -- | ---- |
| 1    | Club Celta                   | 20  | 14 | 9 | 2 | 3 | 44 | 21 | +23  |
| 2    | Valladolid Deportivo P       | 18  | 14 | 8 | 2 | 4 | 41 | 21 | +20  |
| 3    | Sporting de Gijón            | 16  | 14 | 7 | 2 | 5 | 23 | 21 | +2   |
| 4    | Stadium Avilesino P          | 14  | 14 | 6 | 2 | 6 | 28 | 38 | -10  |
| 5    | CD Nacional de Madrid (es) P | 14  | 14 | 6 | 2 | 6 | 25 | 26 | -1   |
| 6    | Baracaldo FC P               | 13  | 14 | 6 | 1 | 7 | 22 | 22 | 0    |
| 7    | Deportivo La Corogne         | 10  | 14 | 3 | 4 | 7 | 14 | 27 | -13  |
| 8    | Racing Ferrol P              | 7   | 14 | 2 | 3 | 9 | 11 | 32 | -21  |

Qualification et relégation
- 1er et 2e : qualification pour la phase de promotion
- 8e : relégation en ligues régionales

Abréviations
- P : Promus de Tercera División 1933-1934

##### Résultats
| Résultats (▼dom., ►ext.)                                   | BAR | CEL | DEP | NAC | RFE | SPO | STA  | VLL |
| Baracaldo FC                                               |     | 2-0 | 3-0 | 1-2 | 4-3 | 2-1 | 9-1  | 0-2 |
| Club Celta                                                 | 1-1 |     | 5-1 | 3-1 | 5-0 | 3-1 | 12-2 | 4-3 |
| Deportivo La Corogne                                       | 3-0 | 4-2 |     | 4-3 | 0-0 | 0-0 | 1-2  | 0-0 |
| CD Nacional de Madrid (es)                                 | 2-0 | 0-2 | 3-0 |     | 3-0 | 2-1 | 1-1  | 4-3 |
| Racing Ferrol                                              | -   | 1-2 | 0-0 | 2-2 |     | 1-0 | 2-1  | 1-2 |
| Sporting de Gijón                                          | 1-0 | 2-1 | 3-0 | 2-0 | 4-1 |     | 2-1  | 2-2 |
| Stadium Avilesino                                          | 3-0 | 2-2 | 2-1 | 3-1 | 5-0 | 0-2 |      | 5-0 |
| Valladolid Deportivo                                       | 3-0 | 1-2 | 4-0 | 4-1 | 4-0 | 8-2 | 5-0  |     |
| - Victoire à domicile - Match nul - Victoire à l'extérieur |     |     |     |     |     |     |      |     |

1. ↑  Le Baracaldo CF s'est vu attribué la victoire face au Racing Ferrol après que ce dernier ne s'est pas présenté au match lors de la dernière journée.

#### Groupe 2

##### Classement
| Rang | Équipe             | Pts | J  | G | N | P | Bp | Bc | Diff |
| ---- | ------------------ | --- | -- | - | - | - | -- | -- | ---- |
| 1    | CA Osasuna         | 19  | 12 | 9 | 1 | 2 | 31 | 9  | +22  |
| 2    | CS Sabadell        | 15  | 12 | 6 | 3 | 3 | 22 | 22 | 0    |
| 3    | Saragosse FC P     | 14  | 12 | 6 | 2 | 4 | 30 | 17 | +13  |
| 4    | Gerona FC P        | 12  | 12 | 4 | 4 | 4 | 12 | 15 | -3   |
| 5    | Unión Club de Irun | 9   | 12 | 2 | 5 | 5 | 19 | 29 | -10  |
| 6    | FC Badalona P      | 8   | 12 | 3 | 2 | 7 | 16 | 28 | -12  |
| 7    | CE Júpiter P       | 7   | 12 | 1 | 5 | 6 | 12 | 22 | -10  |
| 8    | CD Logroño (es) P  | 0   | 0  | 0 | 0 | 0 | 0  | 0  | 0    |

Qualification et relégation
- 1er et 2e : qualification pour la phase de promotion
- 8e : relégation en ligues régionales

Abréviations
- P : Promus de Tercera División 1933-1934

1. ↑  Le CD Logroño (es) se retire du championnat après la 3e journée en raison d'un faible niveau de compétition, tous ses résultats sont annulés. À ce moment de la saison, le club était dernier du classement, avec 0 points (0 victoire, 0 match nul, 3 défaites, 2 buts pour et 20 buts contre).

##### Résultats
| Résultats (▼dom., ►ext.)                                   | BAD | GER | JUP | LOG   | OSA | SAB | SAR | UNI   |
| FC Badalona                                                |     | 1-1 | 0-2 |       | 1-3 | 1-3 | 2-1 | 3-1   |
| Gerona FC                                                  | 2-1 |     | 2-0 |       | 1-0 | 1-2 | 2-1 | 1-1   |
| CE Júpiter                                                 | 0-3 | 1-1 |     |       | 0-1 | 1-3 | 0-0 | 1-1   |
| CD Logroño (es)                                            |     |     |     |       |     |     |     | (1-7) |
| CA Osasuna                                                 | 7-0 | 3-1 | 1-1 |       |     | 2-1 | 6-2 | 4-0   |
| CS Sabadell                                                | 1-0 | 0-0 | 2-2 | (8-1) | 0-2 |     | 2-1 | 3-2   |
| Saragosse FC                                               | 4-1 | 4-0 | 4-2 | (5-0) | 2-1 | 5-0 |     | 6-1   |
| Unión Club de Irun                                         | 3-3 | 1-0 | 4-2 |       | 0-1 | 5-5 | 0-0 |       |
| - Victoire à domicile - Match nul - Victoire à l'extérieur |     |     |     |       |     |     |     |       |

#### Groupe 3

##### Classement
| Rang | Équipe               | Pts | J  | G  | N | P  | Bp | Bc | Diff |
| ---- | -------------------- | --- | -- | -- | - | -- | -- | -- | ---- |
| 1    | Hércules FC P        | 22  | 14 | 10 | 2 | 2  | 32 | 13 | +19  |
| 2    | Murcie FC            | 17  | 14 | 7  | 3 | 4  | 28 | 24 | +4   |
| 3    | Levante FC P         | 16  | 14 | 5  | 6 | 3  | 27 | 19 | +8   |
| 4    | Elche FC P           | 14  | 14 | 5  | 4 | 5  | 22 | 24 | -2   |
| 5    | CD Malacitano (es) P | 14  | 14 | 6  | 2 | 6  | 33 | 27 | +6   |
| 6    | Gimnástico FC (es) P | 13  | 14 | 6  | 1 | 7  | 23 | 22 | +1   |
| 7    | Recreativo Grenade P | 13  | 14 | 6  | 1 | 7  | 22 | 22 | 0    |
| 8    | SC La Plana (ca) P   | 3   | 14 | 1  | 1 | 12 | 7  | 43 | -36  |

Qualification et relégation
- 1er et 2e : qualification pour la phase de promotion
- 8e : relégation en ligues régionales

Abréviations
- P : Promus de Tercera División 1933-1934

##### Résultats
| Résultats (▼dom., ►ext.)                                   | ELC | GIM | HER | LAP | LEV | MAL | MUR | REC |
| Elche FC                                                   |     | 1-0 | 2-2 | 3-0 | 2-1 | 4-0 | 1-1 | 0-3 |
| Gimnástico FC (es)                                         | 5-2 |     | 0-1 | 4-1 | 0-0 | 6-2 | 4-2 | 0-2 |
| Hércules FC                                                | 2-1 | 1-0 |     | 8-1 | 4-0 | 3-1 | 3-1 | 3-0 |
| SC La Plana (ca)                                           | 0-1 | 0-2 | 0-1 |     | 0-0 | 0-4 | 1-3 | 1-0 |
| Levante FC                                                 | 2-2 | 5-0 | 3-1 | 5-0 |     | 2-2 | 3-1 | 4-0 |
| CD Malacitano (es)                                         | 3-1 | 3-0 | 2-3 | 5-2 | 0-0 |     | 5-0 | 3-1 |
| Murcie FC                                                  | 3-0 | 2-0 | 0-0 | 4-1 | 2-2 | 3-2 |     | 4-2 |
| Recreativo Grenade                                         | 2-2 | 0-2 | 2-0 | 3-0 | 5-0 | 2-1 | 0-2 |     |
| - Victoire à domicile - Match nul - Victoire à l'extérieur |     |     |     |     |     |     |     |     |

### Phase de promotion

#### Classement
| Rang | Équipe                 | Pts | J  | G | N | P | Bp | Bc | Diff |
| ---- | ---------------------- | --- | -- | - | - | - | -- | -- | ---- |
| 1    | Hércules FC P          | 14  | 10 | 6 | 2 | 2 | 22 | 9  | +13  |
| 2    | CA Osasuna             | 13  | 10 | 6 | 1 | 3 | 21 | 13 | +8   |
| 3    | Club Celta             | 12  | 10 | 6 | 0 | 4 | 19 | 18 | +1   |
| 4    | Murcie FC              | 11  | 10 | 5 | 1 | 4 | 16 | 15 | +1   |
| 5    | CS Sabadell            | 8   | 10 | 4 | 0 | 6 | 15 | 20 | -5   |
| 6    | Valladolid Deportivo P | 2   | 10 | 1 | 0 | 9 | 11 | 29 | -18  |

Promotion
- 1er et 2e : promotion en Primera División

Abréviations
- P : Promus de Tercera División 1933-1934

Le 28 avril 1935, l'Hércules FC est sacré champion en s'imposant 1 but à 0 face au Club Celta.

#### Résultats
| Résultats (▼dom., ►ext.)                                   | CEL  | HER  | MUR  | OSA  | SAB  | VLL  |
| Club Celta                                                 |      | 2-1  | 2-1  | 3-1  | 6-1  | 4-3* |
| Hércules FC                                                | 1-0  |      | 3-1* | 3-0  | 4-0  | 4-1  |
| Murcie FC                                                  | 3-0  | 0-0* |      | 2-0  | 4-2  | 1-0  |
| CA Osasuna                                                 | 3-0  | 3-3  | 3-0  |      | 2-1* | 6-1  |
| CS Sabadell                                                | 3-0  | 1-0  | 1-2  | 0-2* |      | 5-0  |
| Valladolid Deportivo                                       | 1-2* | 1-3  | 4-2  | 0-1  | 0-1  |      |
| - Victoire à domicile - Match nul - Victoire à l'extérieur |      |      |      |      |      |      |

* Les résultats de la première phase sont conservés lors de la phase de promotion.

## Bilan de la saison
| Championnat d'Espagne de football de deuxième division 1934-1935 |                         |
| Champion                                                         | Hércules FC (1er titre) |
| Dauphin                                                          | CA Osasuna              |
| Promotions et relégations                                        |                         |
| Promus en Primera División                                       | Hércules FC             |
| Promus en Primera División                                       | CA Osasuna              |
| Relégués en Segunda División                                     | Donostia FC             |
| Relégués en Segunda División                                     | Arenas Club             |
| Promus en Segunda División                                       | SCD Mirandilla          |
| Promus en Segunda División                                       | Unión SC (es)           |
| Promus en Segunda División                                       | Xerez FC (es)           |
| Relégués en ligues régionales                                    | Racing Ferrol           |
| Relégués en ligues régionales                                    | CD Logroño (es)         |
| Relégués en ligues régionales                                    | SC La Plana (ca)        |